# Пладнер, Эмиль
Эмиль Пладнер (фр. Emile Pladner; 2 сентября 1906, Клермон-Ферран, Франция — 15 марта 1980, Франция) — французский боксёр-профессионал, выступающий в наилегчайшей (Flyweight) весовой категории, Чемпион Европы среди любителей первого официального чемпионата 1925 года в Швеции, чемпион мира по версии ВБА (WBA).
Наилучшая позиция в мировом рейтинге: ??-й.

## Результаты боёв
| Бой | Дата | Соперник | Судьи | Место боя | Раундов | Результат | Дополнительно |
| --- | ---- | -------- | ----- | --------- | ------- | --------- | ------------- |
|     |      |          |       |           |         |           |               |
| Бой | Дата | Соперник | Судьи | Место боя | Раундов | Результат | Дополнительно |